# Cerulean Lake
Der Cerulean Lake ist ein See im Mount Assiniboine Provincial Park in der kanadischen Provinz British Columbia.

## Lage
Der 25,7 ha große Cerulean Lake liegt westlich der Assiniboine Lodge und nördlich des Lake-Magog-Campingplatz, in der Southern Continental Ranges, einer Teilkette der Kanadischen Rocky Mountains. Er liegt westlich der kontinentalen Wasserscheide. Der See hat eine Längsausdehnung von 900 m sowie eine maximale Breite von 400 m. Der auf einer Höhe von etwa 2220 m gelegene See ist ein beliebtes Ziel für Tagesausflüge von der Lodge oder dem Camping aus.

## Seefauna
Im See leben Regenbogenforellen (Oncorhynchus mykiss) und wahrscheinlich auch die seltene Cutthroat-Forelle (Oncorhynchus clarki bouvieri). Im Cerulean Lake wurden außergewöhnlich große Exemplare mit über 4,5 kg gefangen.